# Liath Macha et Dub Sainglend

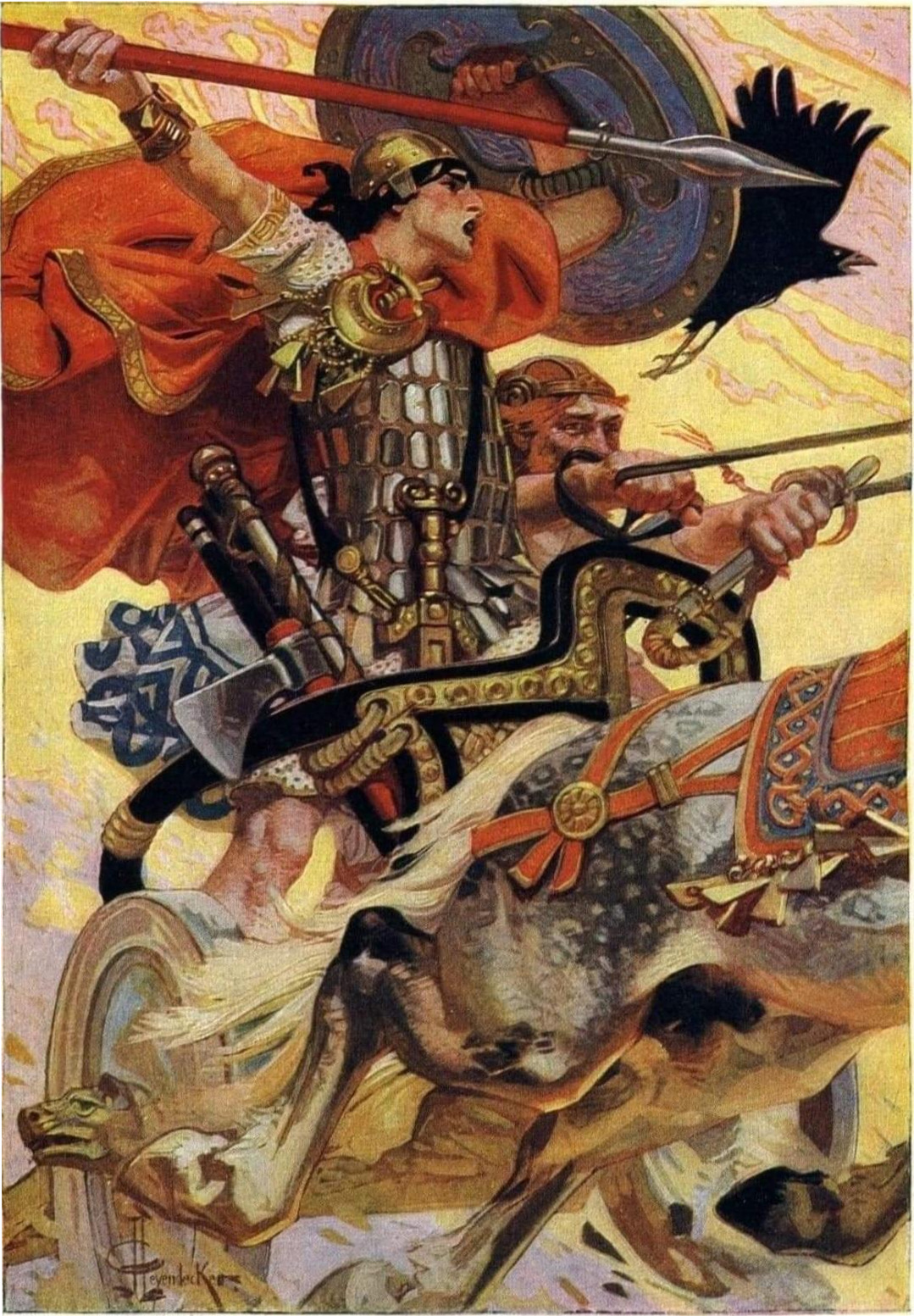
Char de Cúchulainn tiré par Liath Macha et Dub Sainglend

Liath Macha (« le gris de Macha ») et Dub Sainglend (« le noir de Saingliu ») sont les deux chevaux qui tiraient le char du héros Cúchulainn dans la mythologie celtique irlandaise.
Ces deux chevaux semblent soit faire partie de ceux de Linn Liaith dans les montagnes de Sliab Fuait, soit être un cadeau de Macha à sa sœur Morrigan. Cúchulainn sauta sur leur dos, ils coururent autour de l'Irlande un jour durant mais ne purent pas le jeter à terre, après quoi ils furent apprivoisés.
Le jour de la mort de Cúchulainn, alors que ses ennemis se préparaient à la bataille, Liath Macha refusa de se faire atteler à son chariot par Láeg, le cocher de Cúchulainn. Il ne se laissa faire que par Cúchulainn lui-même mais il pleurait des larmes de sang. Il fut frappé du deuxième coup de lance de Lugaid Mac Con Roí (le premier avait tué Láeg), et retourna avec les chevaux de Linn Liaith dans les montagnes de Sliab Fuait, où Cúchulainn l'avait capturé. 
Les fils de Calatin avaient prophétisé à Lugaid Mac Con Roí que chacun de ses coups de lance tuerait un roi. Le premier tua Láeg et on lui dit qu'il avait tué le roi des cochers, le second le roi des chevaux. Dub Sainglend continua à tirer le chariot mais le troisième lancer de Lugaid toucha Cúchulainn qui fut éjecté de son char et en mourut. Dub Sainglend se mit à courir mais Liath Macha revint pour le protéger et tua cinquante soldats avec ses dents et trente avec ses sabots. Après la mort de Cúchulainn, Liath Macha conduisit Conall Cernach au corps de son maître. Conall poursuivit les assassins de Cúchulainn et le vengea.

## Compléments